# Neuer Hafen (Bremerhaven)

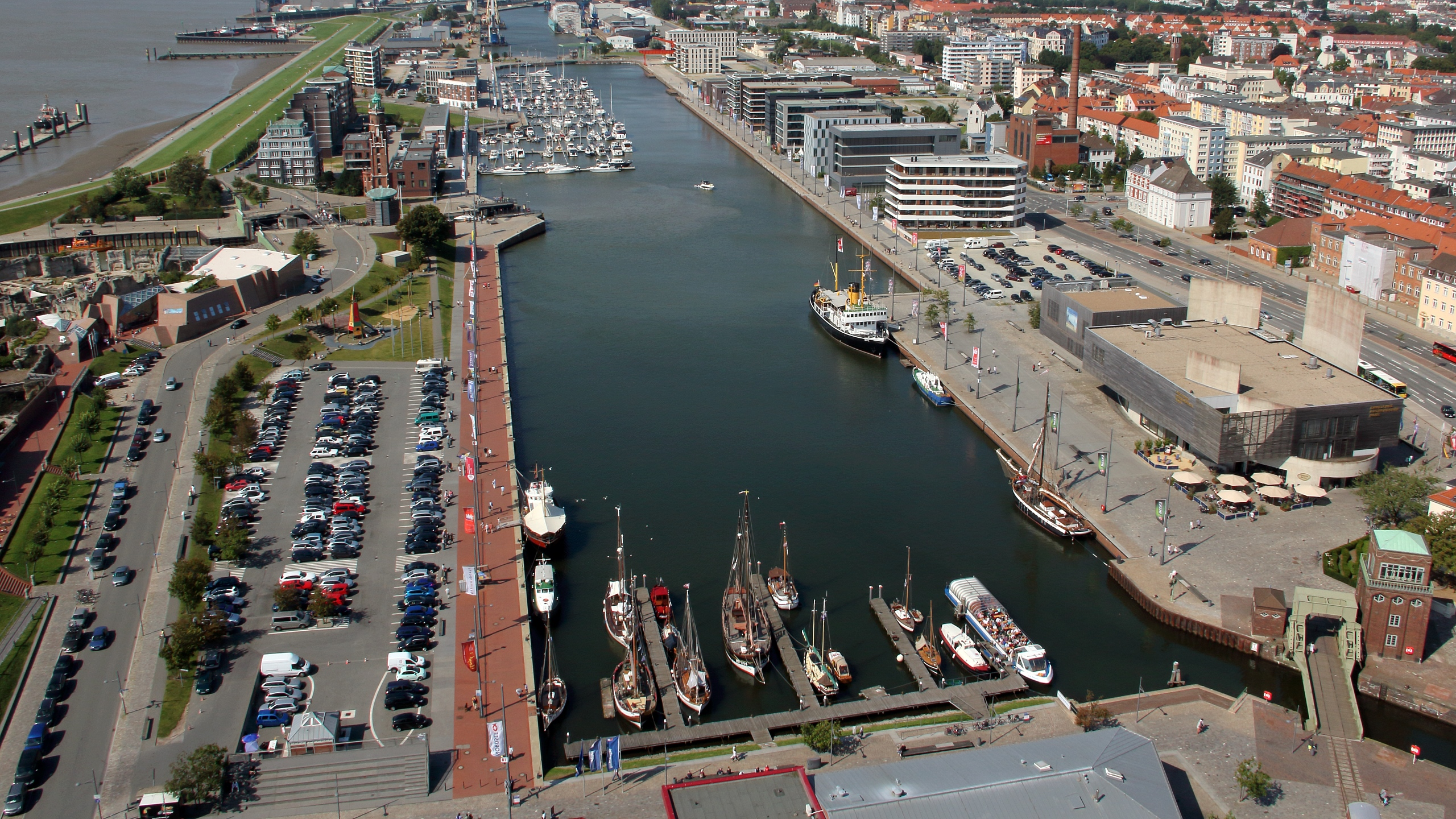
Neuer Hafen von der Aussichtsplattform Sail City (2015)

Der Neue Hafen ist ein tideunabhängiges Hafenbecken in Bremerhaven-Mitte. Er liegt zwischen der Innenstadt und dem Weserdeich, nördlich des Alten Hafens.

## Geschichte

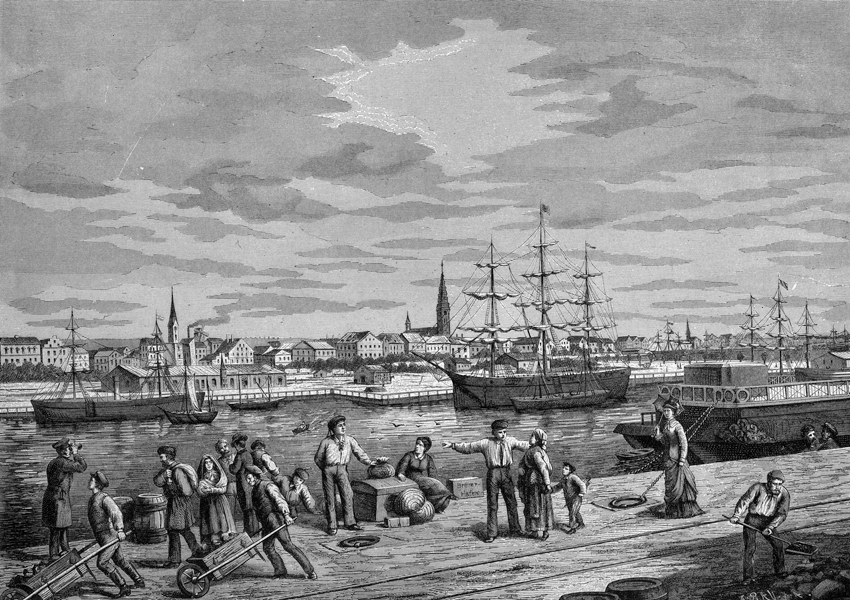
Der Neue Hafen (1880)

Als zunehmender Schiffsverkehr und größere Schiffe die Kapazität des Alten Hafens überstiegen, wurde Baurat Jacobus Johannes van Ronzelen mit Planung und Bau eines zweiten Hafenbeckens beauftragt. Die Arbeiten wurden 1847 begonnen, wegen eines hannoverschen Einspruchs unterbrochen und 1851 fortgesetzt. Der Neue Hafen wurde 1852 in Betrieb genommen. Er war 480 m lang und 90 m breit. Um das Wenden der immer länger werdenden Lloyd-Dampfer zu ermöglichen, erhielt die Pier am Nordostende die charakteristische Ausbuchtung.
1856 wurde der von 1853 bis 1855 gebaute Simon-Loschen-Leuchtturm nördlich der Hafenzufahrt in Betrieb genommen.
Der Hafen wurde 1858 erweitert, von 1860 bis 1862 verlängert und 1871 verbreitert.
1863 baute der Norddeutsche Lloyd (NDL) seine Reparaturwerkstätten und 1872 das Trockendock. Das Dock war 140 m lang und 36 m breit, die Einfahrtbreite betrug 17 m und die Tiefe 6,30 m. Zwei Schiffe konnten eng nebeneinanderliegen. Das Dock war bis 1938 in Betrieb.
1865 entstanden die Petroleumschuppen und Petroleumleuchten beleuchteten die Kaiflächen. 45 Tonnen konnte der neue „Riesenkrahn“ von 1866 an tragen. 1875 folgte ein Handkurbelkrahn (heute im Deutschen Schifffahrtsmuseum) etwa in Höhe der Lloydstraße. 1870 eröffnete der Lloydbahnhof mit der ersten Lloydhalle seinen Betrieb am Neuen Hafen.
Am 11. Dezember 1875 explodierte im Neuen Hafen auf dem Kai neben dem Auswandererschiff Mosel ein mit Sprengstoff gefülltes Fass. Dabei starben 83 Menschen. Eine Gedenkstätte befindet sich auf dem Bremerhavener Friedhof in Wulsdorf.
Von 1876 bis 1947 stand nördlich des Schleusenvorhafens zur Weser hin der Zeitballturm.
Für kurze Zeit lag zu Beginn der NS-Zeit im Neuen Hafen auch das Gespensterschiff.

## Schleusen und Zufahrten
Die Zufahrt von der Weser erfolgte durch eine Dockschleuse mit einer Durchfahrtbreite von 22 Metern. 1887 erhielt das Tor eine erhöhte Schiebebrücke für Fußgänger, die nun auch bei geöffneten Toren passieren konnten. Die eisernen Torhälften wurden 1900 erneuert.
1872–1876 wurde eine Verbindungsschleuse zwischen dem Neuen Hafen und dem Kaiserhafen I gebaut. Sie wurde von einer Eisenbahndrehbrücke und einer Straßendrehbrücke überspannt, die wohl 1876 entstanden sind. Die Straßendrehbrücke wurde 2002 durch eine Klappbrücke ersetzt. Die damals schon seit Jahren stillgelegte Eisenbahndrehbrücke wurde demontiert. Ebenso die Tore der Verbindungsschleuse. Sie waren überflüssig, da Neuer Hafen und Kaiserhafen I nicht mehr durch einfache Dockschleusen von der Weser getrennt waren. Zwischen dem Neuen Hafen und dem Kaiserhafen I verläuft die Grenze zum Stadtbremischen Überseehafengebiet Bremerhaven.
1927/28 entstanden ein Verbindungskanal und die Brücken zwischen Altem und Neuem Hafen. Er bildet die einzige Zufahrt zum Alten Hafen, nachdem 1928 die Schleuse zur Geeste zugeschüttet wurde.
Die Dockschleuse zur Weser wurde 1937 außer Betrieb genommen und 1944 als Teil des Deiches zugeschüttet. Der Schleusenvorhafen wurde von Schleppern genutzt.
An der Stelle der früheren Dockschleuse wurde zu Beginn der 2000er Jahre eine 50 bzw. 62,5 Meter lange, 14 Meter breite und bis zu 6,5 Meter tiefe Kammerschleuse gebaut. Die Schleuse Neuer Hafen wurde am 7. Juli 2005 eingeweiht. Die Schleusenlänge ist variierbar, da die Tore zur Weser aus Gründen des Hochwasserschutzes doppelt ausgeführt sind. Schiffe, denen diese Schleuse zu klein ist, können durch die Kaiserschleuse oder die Nordschleuse in die Überseehäfen einlaufen und durch den Kaiserhafen I in den Neuen Hafen gelangen.

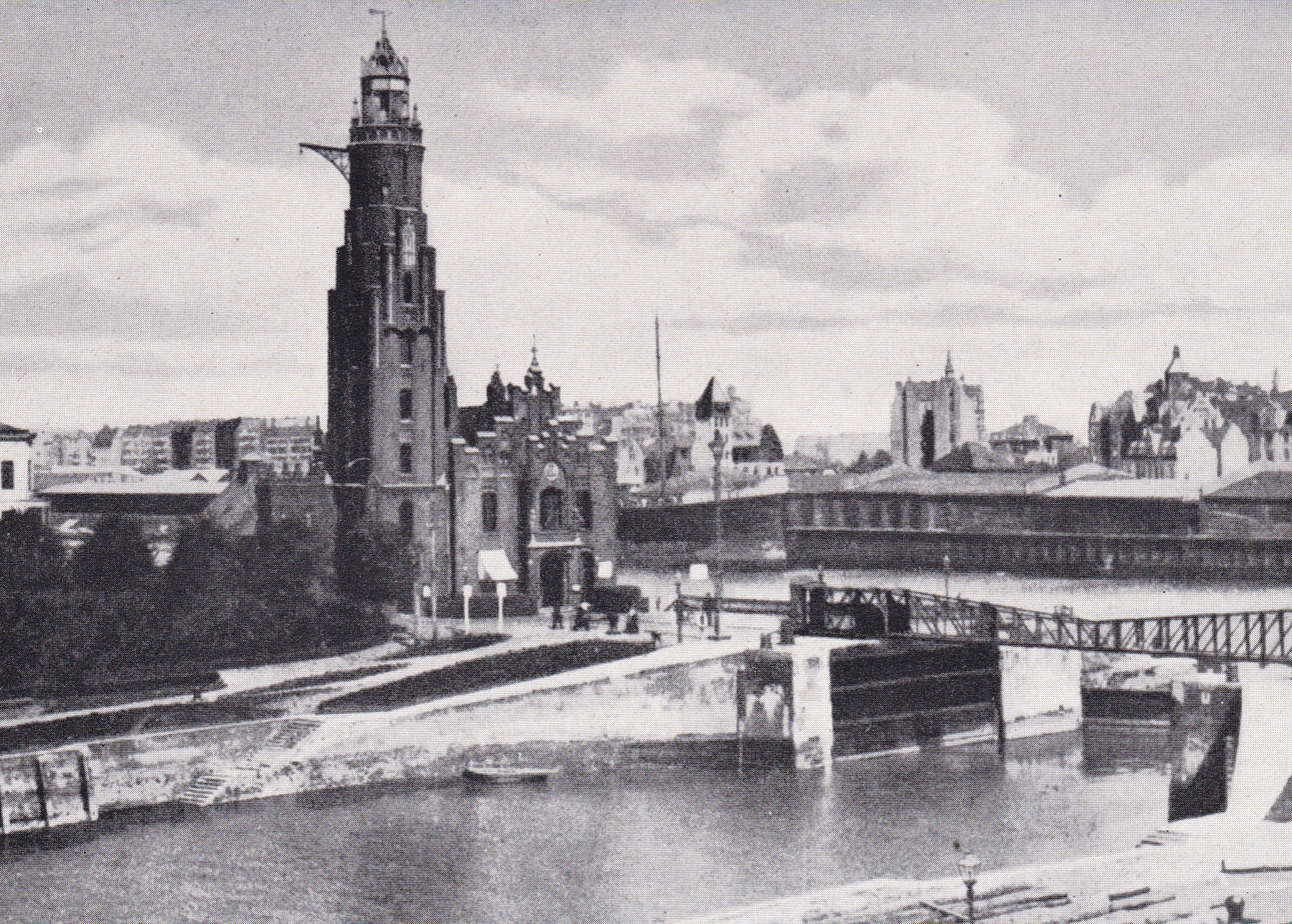
Geöffnetes Hafensperrtor
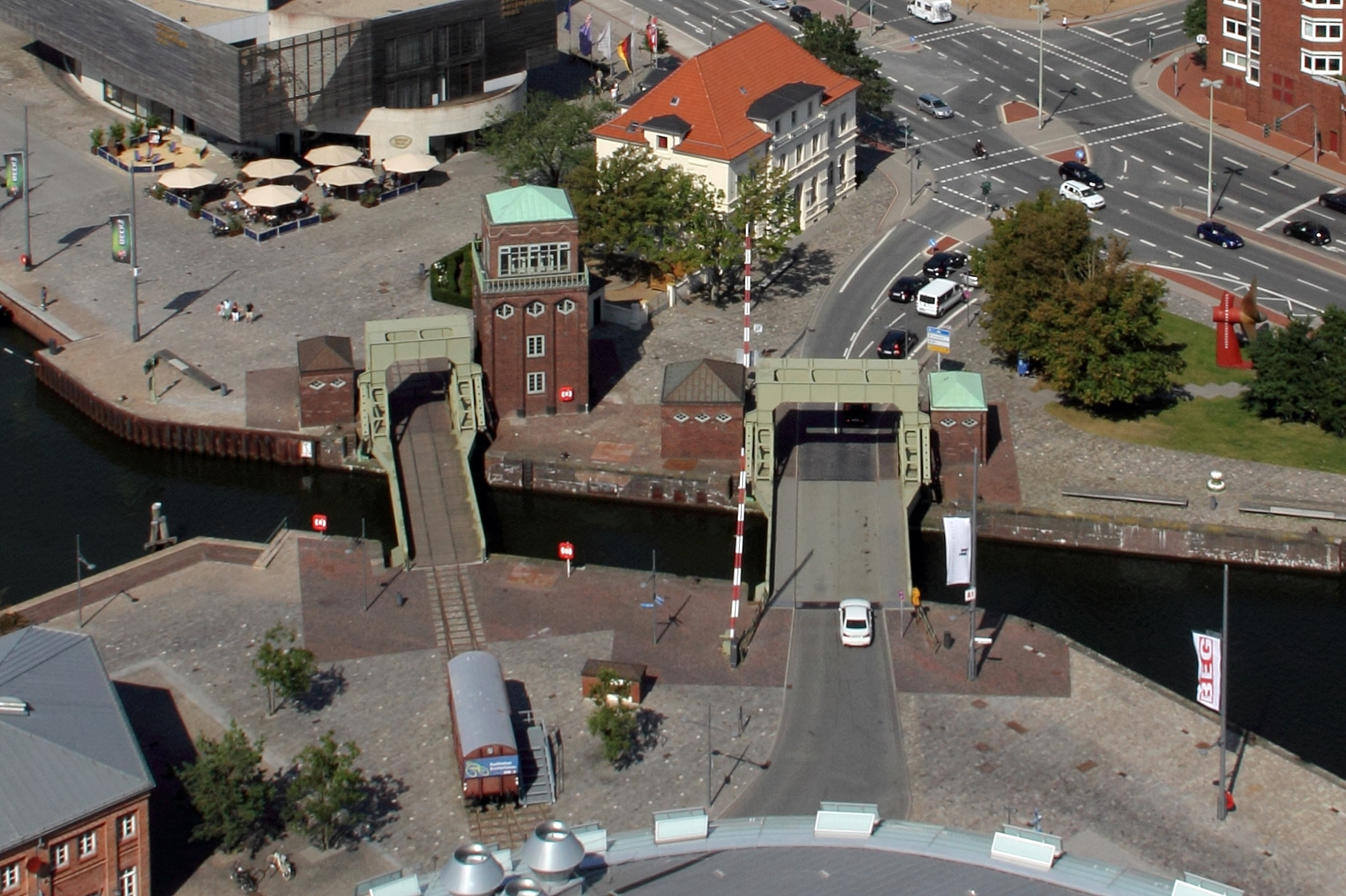
Klappbrücken zwischen Altem und Neuen Hafen
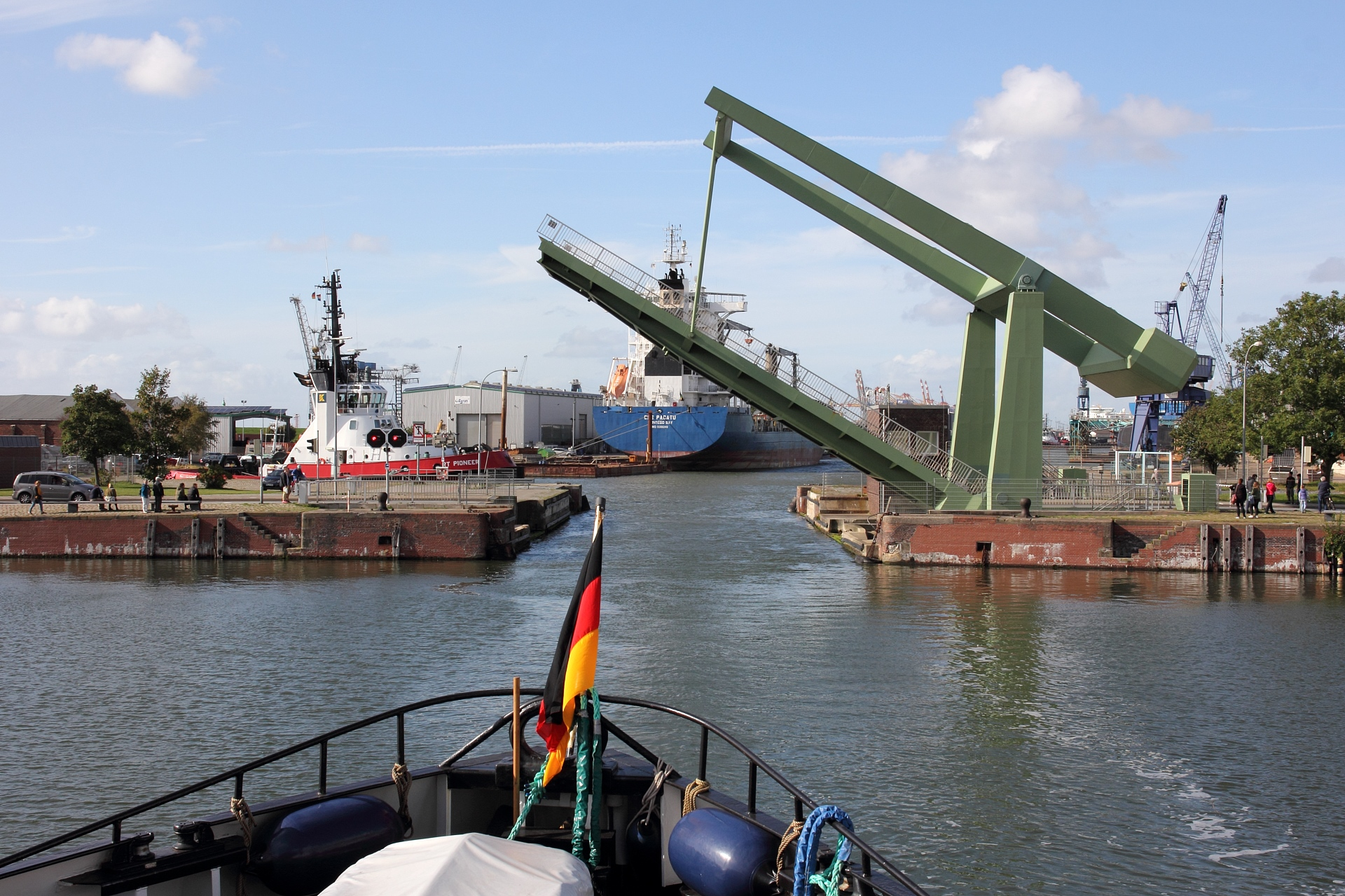
Klappbrücke über den Verbindungskanal vom Neuen Hafen zum Kaiserhafen
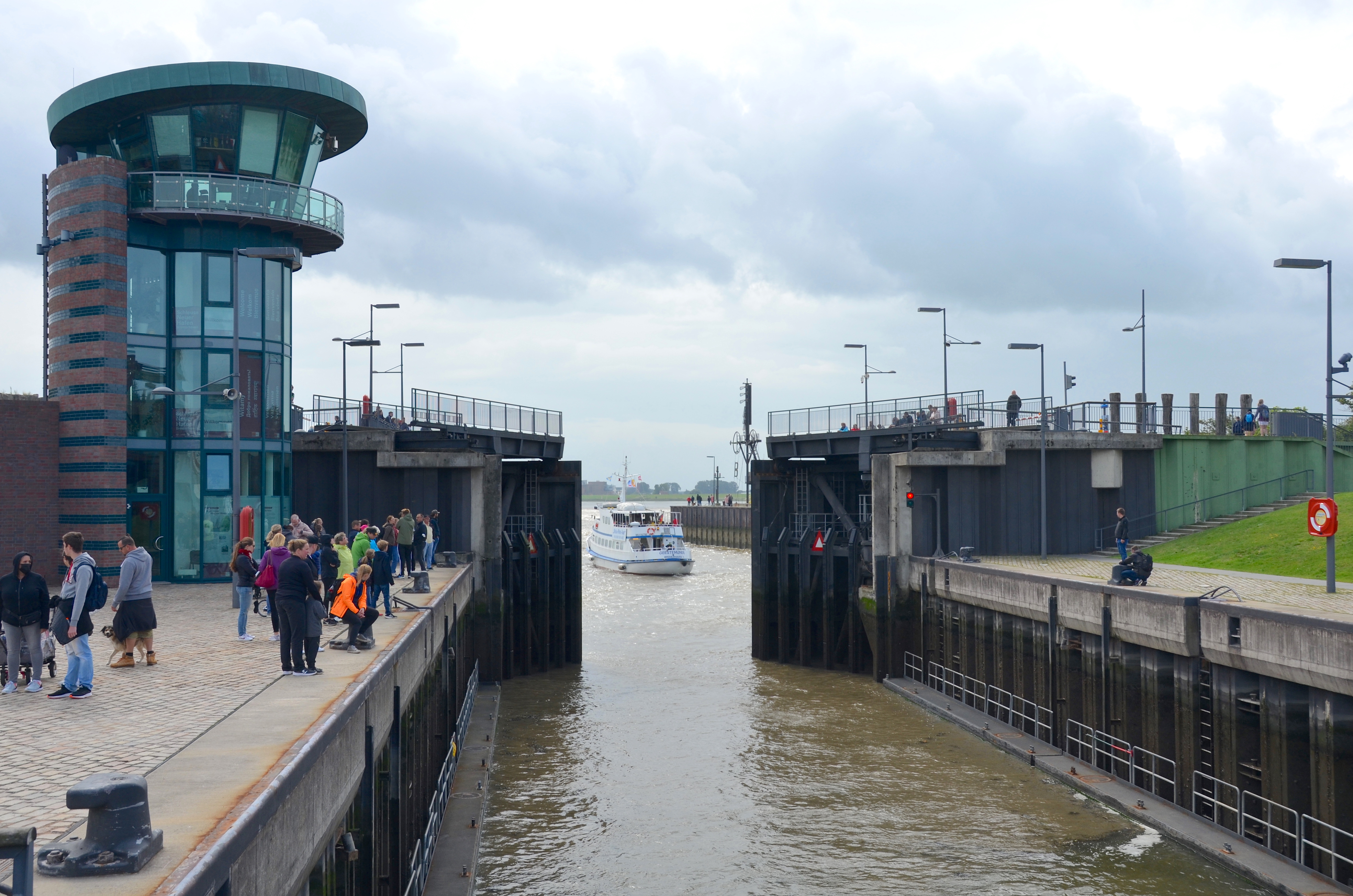
Kammerschleuse mit Drehbrücke
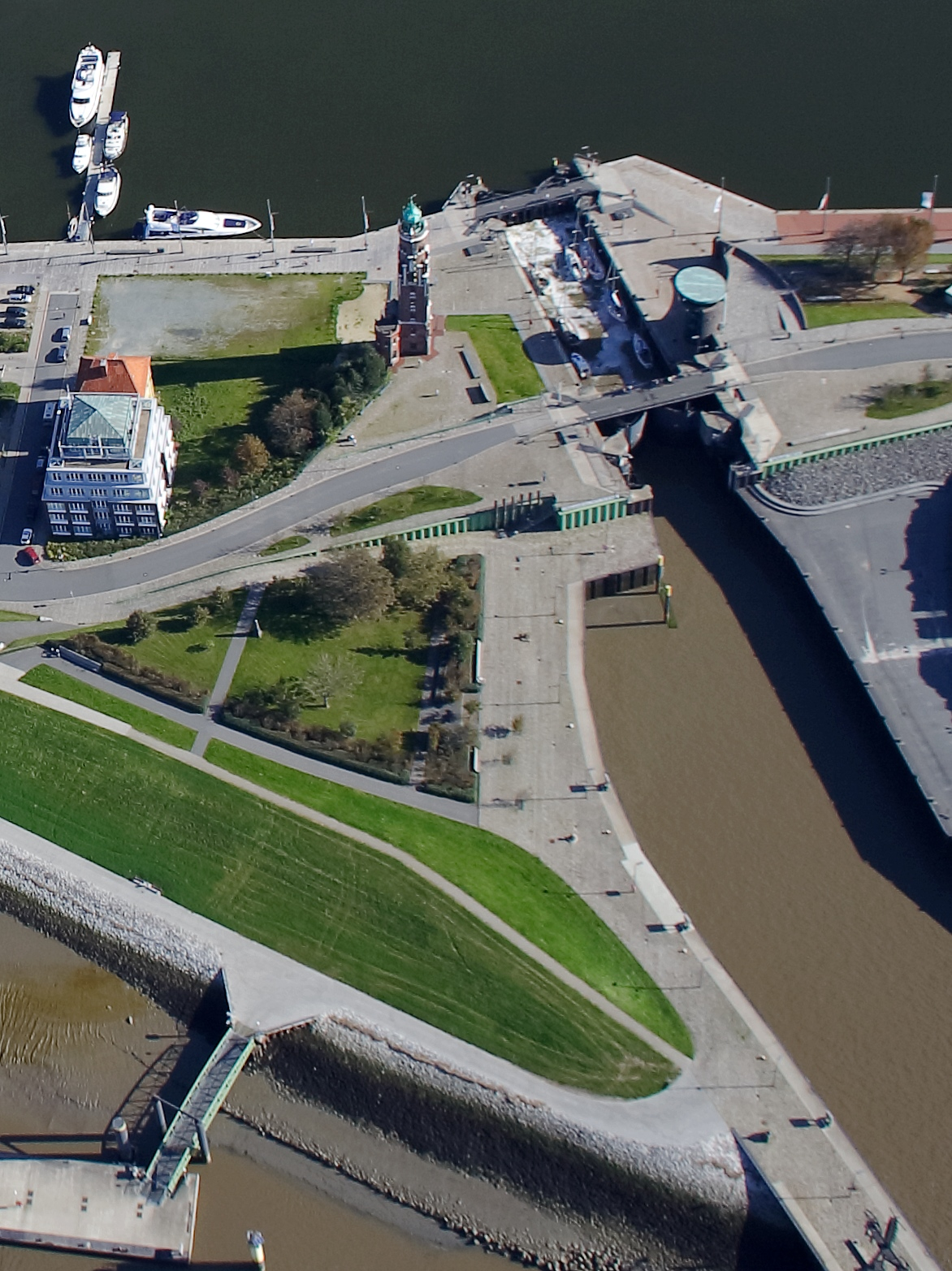
Schleuse Neuer Hafen mit Umfeld

## Schleusengarten

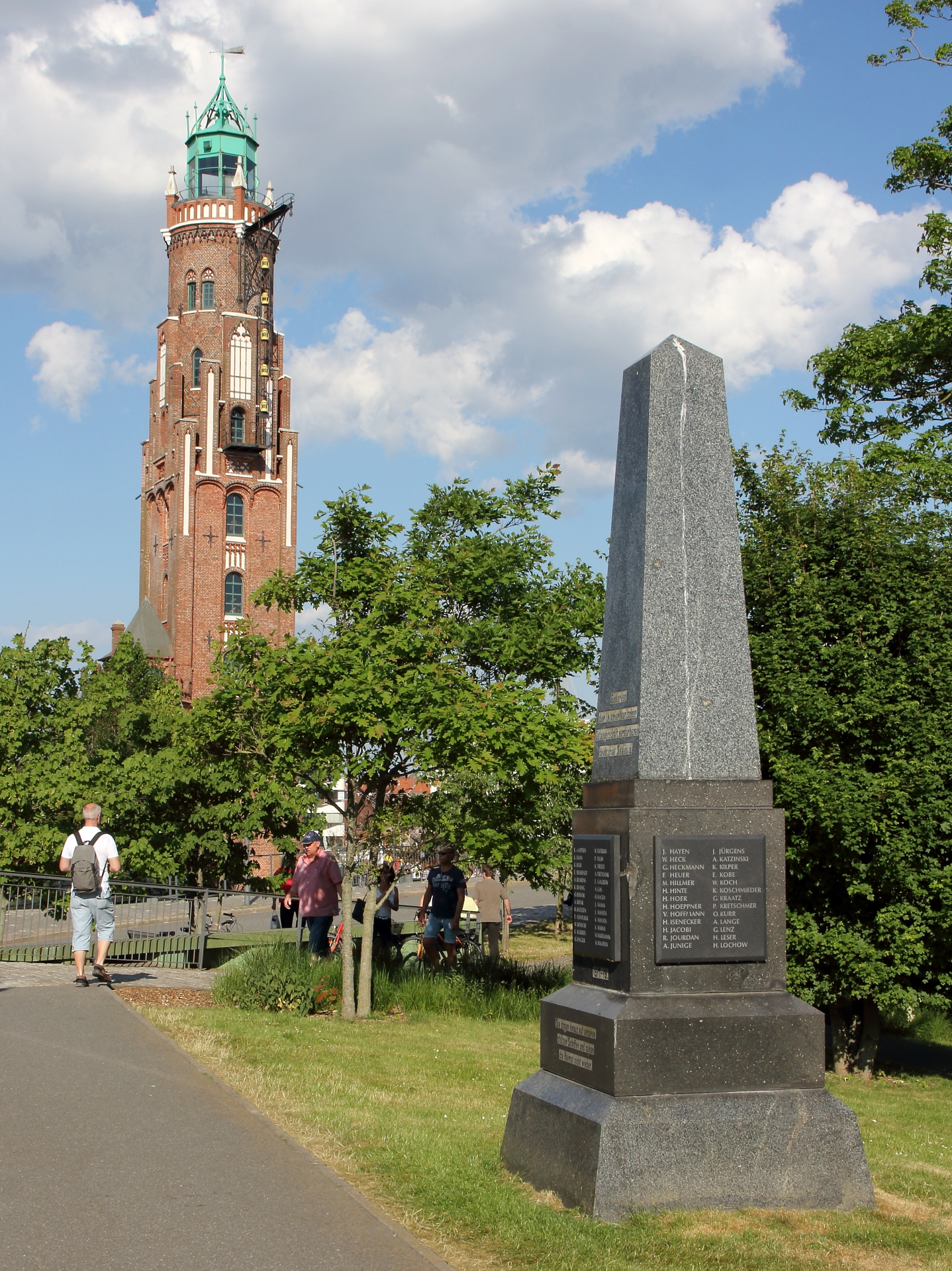
Schleusengarten mit Obelisk und Loschenturm im Hintergrund

Nördlich des Schleusenvorhafens befindet sich eine kleine Grünanlage mit Bäumen, Büschen und Rasenflächen, der Schleusengarten. Darin steht ein Obelisk mit vier angebrachten Platten, die die Namen von 105 deutschen Seeleuten tragen, die im Ersten Weltkrieg in US-amerikanischer Haft gestorben sind. Die Inschrift lautet:
Gedenket der in amerikanischer Gefangenschaft verstorbenen deutschen Seeleute
Das Denkmal wurde im September 1921 vor der Strandhalle enthüllt und 1938 an die neue Stelle versetzt.
Seit 2015 stehen im Schleusengarten fünf Gedenkdalben für auf See Bestattete.

## Heutiger Hafen

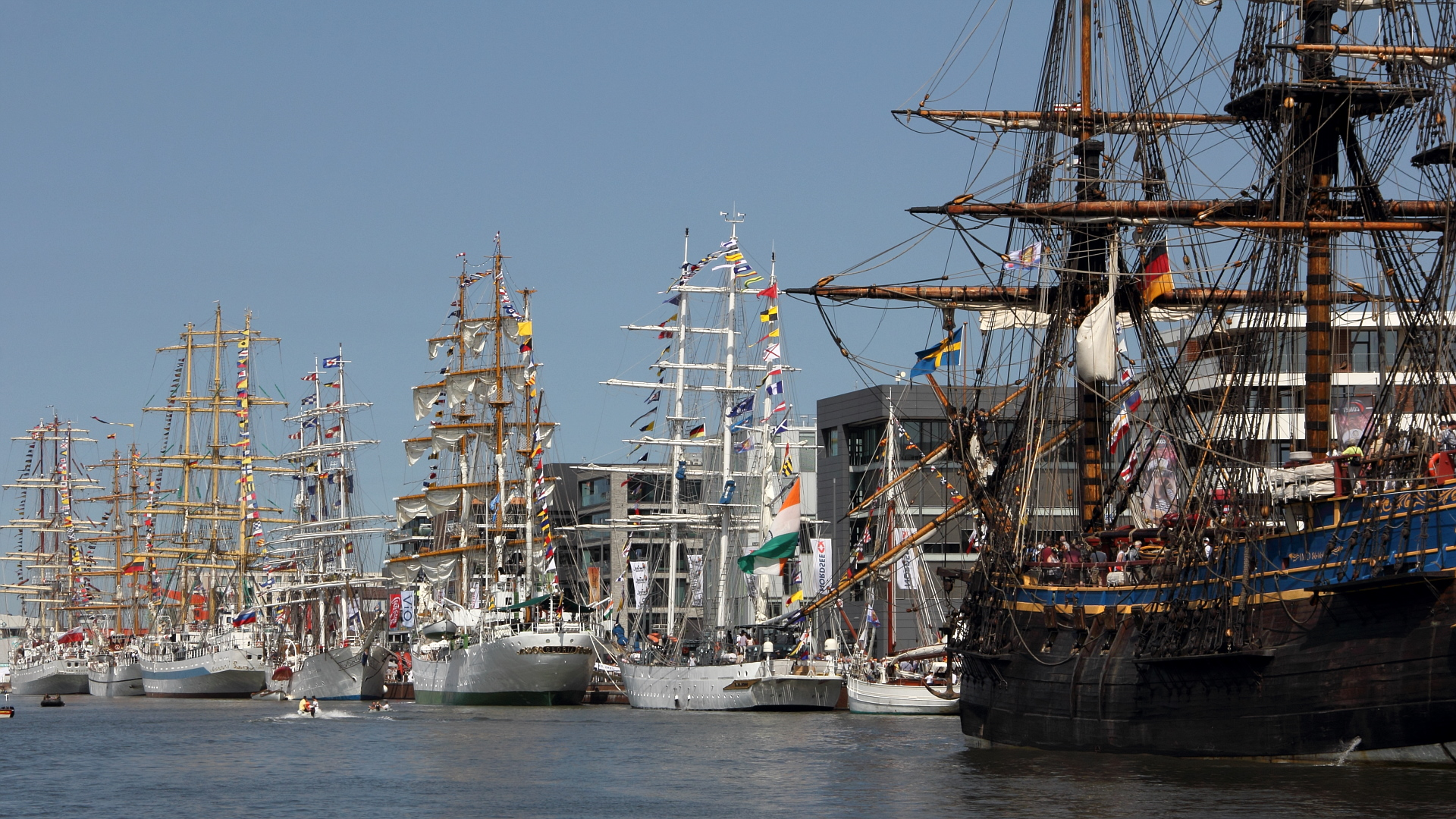
Neuer Hafen während der Sail 2015

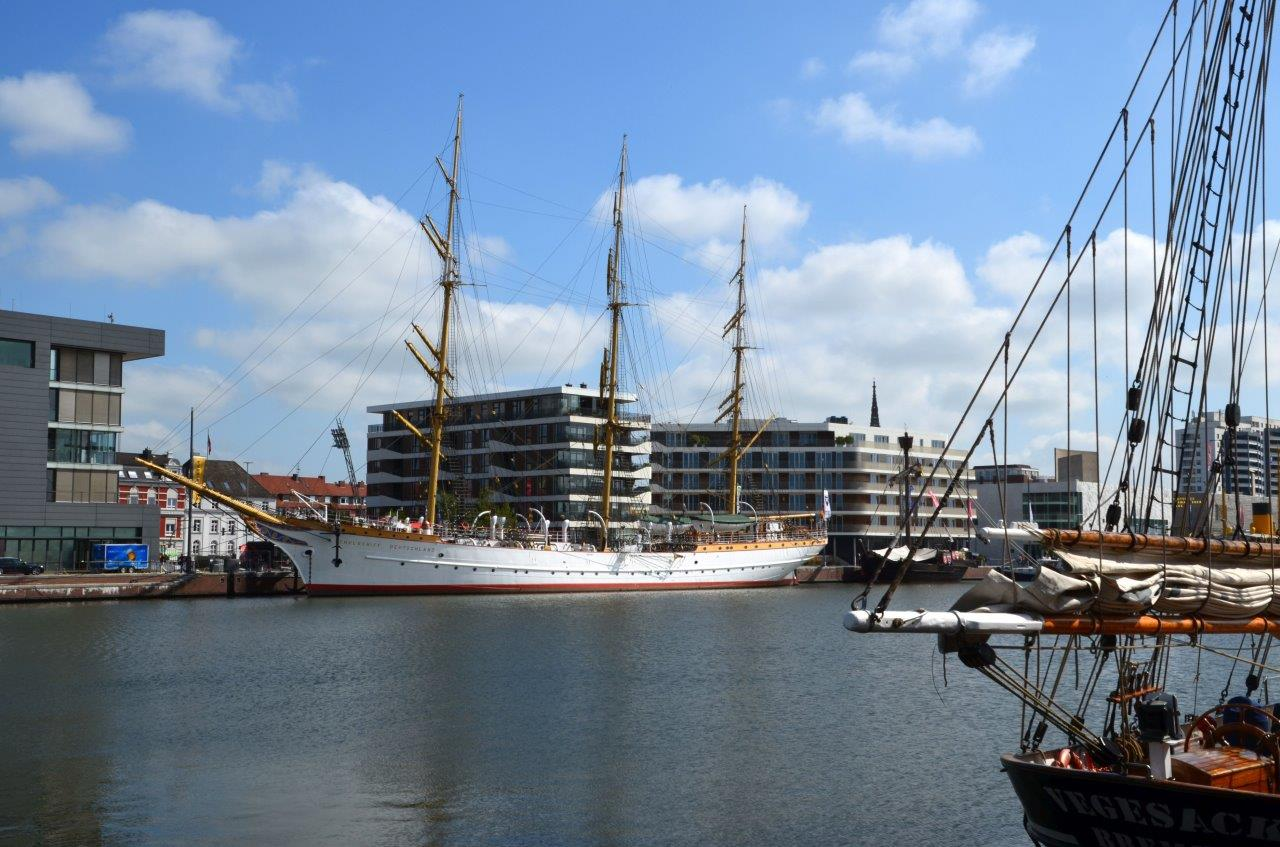
Schulschiff Deutschland

Der historische Hafen, aus dem früher die großen Auswandererschiffe des NDL nach Amerika ablegten, hält jetzt vor allem Sportbooten, Yachten, Traditions- und Museumsschiffen einen attraktiven Liegeplatz bereit. Die früher hafentypischen Betriebe für Schiffbau und -reparatur oder Umschlagbetriebe sind seit dem ausgehenden 20. Jahrhundert anderen Nutzungen gewichen. Touristische Nutzungen, Wohn- und Bürogebäude bestimmen heute das Bild. Der umgestaltete Zoo am Meer wurde 2004 eröffnet, das neu errichtete Deutsche Auswandererhaus 2005. Hotels, Restaurants, Wohnungen und Büros haben inzwischen alle Baulücken rund um den Neuen Hafen gefüllt. Lediglich das frühere NDL-Dock auf der Westseite und der Portalkran am Nordende des Hafens erinnern an früher andere Nutzungen. Der Hafen bietet dafür ein maritimes Umfeld. Im Neuen Hafen starten auch die Hafenrundfahrten durch die sich nördlich anschließenden Überseehäfen mit den Werften und dem Autoumschlag oder – verbunden mit einer Schleusung – entlang des Kreuzfahrtterminals und der Stromkaje mit den Containerterminals. Bei maritimen Festen und der alle fünf Jahre stattfindenden Sail steht der Neue und der Alte Hafen im Mittelpunkt.
Liste von Traditions- und Museumsschiffen an der Ostkaje des Neuen Hafens:
- das Vollschiff Schulschiff Deutschland
- der Dampf-Eisbrecher Wal
- die Hafenarzt-Barkasse Quarantäne
- der Bereisungsdampfer Welle
- das einmastige Segelschiff Grönland

Früher lag hier auch der 2011 verschrottete Watten-Bergungsschlepper Goliath.
Am Südende des Neuen Hafens haben die Traditionsschiffe der Schiffergilde Bremerhaven e. V. ihre Liegeplätze. Wenn die Bark Alexander von Humboldt II ihren Heimathafen besucht, macht sie üblicherweise an der Westkaje beim Zoo am Meer fest.